# Papparapatti (Salem)
Papparapatti è una suddivisione dell'India, classificata come census town, di 9.020 abitanti, situata nel distretto di Salem, nello stato federato del Tamil Nadu. In base al numero di abitanti la città rientra nella classe V (da 5.000 a 9.999 persone).

## Geografia fisica
La città è situata a 11° 32' 43 N e 78° 04' 19 E.

## Società

### Evoluzione demografica
Al censimento del 2001 la popolazione di Papparapatti assommava a 9.020 persone, delle quali 4.667 maschi e 4.353 femmine. I bambini di età inferiore o uguale ai sei anni assommavano a 1.039, dei quali 598 maschi e 441 femmine. Infine, coloro che erano in grado di saper almeno leggere e scrivere erano 5.025, dei quali 2.993 maschi e 2.032 femmine.